# نساء صغيرات (مسلسل)
نساء صغيرات مسلسل درامي سوري يتألف من عشرين حلقة، من إخراج باسل الخطيب إنتاج عام 1999. تدور احداث المسلسل حول أربع فتيات صغيرات يعيشن مع والدتهم بعد أن استشهد والدهم العسكري الذي كان يدافع عن وطنه تارك وراءه 4 فتيات بأعمار مختلفة قامو باعمال رائعة
قصة فتيات صغيرات حولتهم التجارب والحياة التي عاشوها إلى نساء عاملات في مجتمع متفكك الأوصال يستغلهن.

## الممثلون
- فؤاد بخش
- نورمان اسعد [3]
- ديما بياعة
- شادي زيدان
- كاريس بشار
- طلحت حمدي
- نادين الخوري
- عبد الهادي صباغ
- خالد تاجا
- فاديا خطاب
- وضاح حلوم
- جهاد عبدو
- ليليا الاطرش
- قصي خولي
- رنا أبيض
- أحمد رافع
- مها المصري

## الروابط
رابط لمشاهدة المسلسل
موقع سوريا ابدا